# Rudolf Schmid (Unternehmer)
Johann Rudolf Schmid (* 21. September 1822 in Eriswil; † 18. Januar 1903 in Burgdorf BE), reformiert, heimatberechtigt in Eriswil, war ein Schweizer Unternehmer sowie Politiker (Radikale Partei).

## Leben
Rudolf Schmid, Sohn des Leinwandfabrikanten Jakob Andreas Schmid (1797–1827) sowie der Barbara geborene Schmid (1792–1842), erhielt seinen ersten Unterricht durch Privatlehrer, anschließend besuchte er die Kantonsschule in Aarau. Nachdem er ein Chemiestudium an den Universitäten Bern und Gießen sowie eine kaufmännische Ausbildung absolviert hatte, gründete er zusammen mit seinen Brüdern Gottlieb (1821–1855) und Andreas (1824–1901) in Eriswil die Firma Gebrüder Schmid, die sich auf die Fabrikation von Leinwand verlegte. 1857 wurde in Burgdorf ein zusätzlicher Firmenstandort errichtet, dort ließ sich Rudolf Schmid um 1870 nach dem Entwurf des Architekten Horace Edouard Davinet eine repräsentative Fabrikantenvilla errichten, die im Volksmund den Namen Schlössli erhielt. Rudolf Schmid, der 1850 seine Cousine Luise (1831–1882) heiratete, verstarb 1903 im Alter von 80 Jahren. Er zählt zu den führenden Industriepionieren des Emmentals.

## Politische Laufbahn
Der der Radikalen Partei angehörende Rudolf Schmid amtierte von 1863 bis 1870 als Gemeindepräsident in Eriswil. Auf kantonaler Ebene vertrat Schmid seine Partei von 1848 bis 1878 im Berner Grossrat, auf Bundesebene von 1857 bis 1863 im Nationalrat. Zudem war Rudolf Schmid von 1878 bis 1894 Vorstandsmitglied des Bernischen Handels- und Industrievereins und Präsident der Sektion Burgdorf sowie Mitglied der Schweizerischen Handelskammer.  